# William Hurt
William Hurt (Washington D.C., 20 maart 1950 – Portland (Oregon), 13 maart 2022) was een Amerikaans film- en theateracteur. Hij werd beschouwd als een van de meest getalenteerde acteurs die opkwam in de jaren tachtig. Hij werd voor zijn rollen in Kiss of the Spider Woman, Children of a Lesser God, Broadcast News en A History of Violence genomineerd voor een Oscar. De nominatie voor Kiss of the Spider Woman verzilverde hij door de Academy Award voor Beste Acteur te winnen.

## Biografie
Hurt was de stiefzoon van Henry Luce III, de zoon van Henry Luce, de oprichter van Time Magazine. Hij studeerde theologie aan de Tufts University te Massachusetts, waar hij in 1972 aan afstudeerde. Hurt voelde zich echter meer aangetrokken tot het acteren. Na zijn studie ging hij drama studeren aan de Juilliard Drama School. Rond deze tijd, in 1971, trouwde hij met actrice Mary Beth Supinger, vanaf die tijd beter bekend als Mary Beth Hurt. In 1977 maakte hij zijn professionele debuut op het Oregon Shakespeare Festival.
In 1980 maakte hij zijn filmdebuut als een geobsedeerde wetenschapper in Altered States. Het jaar daarop werd hij bij het grote publiek bekend door zijn rol in Body Heat tegenover Kathleen Turner. Twee jaar later speelde hij opnieuw een hoofdrol in een film van Lawrence Kasdan, The Big Chill. Deze twee films maakten van Hurt een filmster. Hij bewees ook meer gewaagdere rollen te durven spelen met zijn rol als homoseksuele gevangene in Kiss of the Spider Woman uit 1985. Voor deze rol won hij een Oscar, een BAFTA en de prijs voor beste acteur op het filmfestival van Cannes. In de jaren daarop werd hij opnieuw genomineerd voor een Oscar, voor zijn rollen in Children of a Lesser God (1986) en Broadcast News (1987). In 1988 maakte hij samen met Turner en Kasdan de film The Accidental Tourist. Ook keerde hij regelmatig terug naar het toneel. In 1985 is hij genomineerd voor een Tony Award voor zijn rol in Hurlyburly.
Eind jaren tachtig raakte Hurt even in opspraak toen de balletdanseres Sandra Jennings, met wie hij een tijdje heeft samengewoond en een dochter heeft, claimde wettelijk met hem getrouwd te zijn. Meestal gecast als intellectueel, weet hij ook zijn weg te vinden in afwijkende rollen, zoals een komische rol als blunderende huurmoordenaar in I Love You to Death. In de jaren negentig speelde hij in enkele door recensenten goedgewaardeerde films als Bis ans Ende der Welt van Wim Wenders (1991), Smoke (1995) en Dark City (1998), evenals grote familiefilms als Lost in Space.
In 2001 had hij een kleine rol als de wetenschapper die de androïden had ontwikkeld in A.I. en was hij te zien in de miniserie Dune. In 2004 speelde hij de rol van Edward Walker in M. Night Shyamalans The Village.
In 2005 speelde hij een kleine rol als maffiabaas in A History of Violence van David Cronenberg, waarvoor hij een Oscarnominatie voor Beste Mannelijke Bijrol kreeg.
In 2009 speelde hij de rol van Daniel Purcell in de reeks Damages (seizoen 2).
In 2008 speelde hij voor het eerst de rol van Thaddeus Ross in de Marvel Cinematic Universe in The Incredible Hulk (2008). Een rol die hij weer speelde in: Captain America: Civil War (2016), Avengers: Infinity War (2018), Avengers: Endgame (2019) en Black Widow (2021). Het was oorspronkelijk de bedoeling dat hij die rol opnieuw zou opnemen in de nieuwe Captain America: Brave New World, maar door zijn overlijden werd hij vervangen door Harrison Ford.
In 2018 werd bekend dat Hurt terminale prostaatkanker had. Hij overleed op 13 maart 2022, een week voor zijn 72e verjaardag.

## Filmografie (selectie)

### Film
- Altered States (1980)
- Eyewitness (1981)
- Body Heat (1981)
- Gorky Park (1983)
- The Big Chill (1983)
- Kiss of the Spider Woman (1985)
- Children of a Lesser God (1986)
- Broadcast News (1987)
- The Accidental Tourist (1988)
- A Time of Destiny (1988)
- Marilyn Hotchkiss' Ballroom Dancing and Charm School (1990, stem)
- Alice (1990)
- I Love You to Death (1990)
- The Doctor (1991)
- Bis ans Ende der Welt (1991)
- La peste (1992)
- Mr. Wonderful (1993)
- Second Best (1994)
- Trial by Jury (1994)
- Ispoved neznakomtsu (1994, aka Secrets Shared with a Stranger)
- Smoke (1995)
- Michael (1996)
- Jane Eyre (1996)
- Un divan à New York (1996)
- Loved (1997)
- Dark City (1998)
- Lost in Space (1998)
- One True Thing (1998)
- The Proposition (1998)
- Do Not Disturb (1999)
- Sunshine (1999)
- The Big Brass Ring (1999)
- The 4th Floor (1999)
- Dune (miniserie, 2000)
- Contaminated Man (2000)
- The Miracle Maker (2000, stem)
- The Simian Line (2000)
- Artificial Intelligence: AI (2001)
- Rare Birds (2001)
- Varian's War (2001)
- Tuck Everlasting (2002)
- Changing Lanes (2002)
- Au plus près du paradis (2002, aka Nearest to Heaven)
- The Village (2004)
- The Blue Butterfly (2004)
- Neverwas (2005)
- Hunt for Justice (2005)
- The King (2005)
- A History of Violence (2005)
- Syriana (2005)
- The Good Shepherd (2006)
- Beautiful Ohio (2006)
- The Legend of Sasquatch (2006, stem)
- Into the Wild (2007)
- Mr. Brooks (2007)
- Noise (2007)
- The Yellow Handkerchief (2008)
- Vantage Point(2008)
- The Incredible Hulk (2008)
- The Countess (2009)
- Endgame (2009)
- Robin Hood (2010)
- Too Big to Fail (2011)
- The Host (2013)
- The Disappearance of Eleanor Rigby: Him & Her (2013)
- Fire in the Blood (documentaire, 2013)
- Days and Nights (2013)
- Winter's Tale (2014)
- Captain America: Civil War (2016)
- Avengers: Infinity War (2018)
- Avengers: Endgame (2019)
- Black Widow (2021)
- The King's Daughter (2022)

### Televisie
- Kojak (1977)
- The Best of Families (1977); miniserie
- Dune (2000); miniserie
- Frankenstein (2004); miniserie
- Nightmares & Dreamscapes: From the Stories of Stephen King (2006); miniserie
- Damages (2009)
- Moby Dick (2011); miniserie
- Bonnie & Clyde (2013); miniserie
- Humans (2015)
- Beowulf: Return to the Shieldlands (2016)
- Condor (2018-2020)
- Goliath (2016-2021)